# Hörmann Industries
Hörmann Industries mit Sitz im bayerischen Kirchseeon ist eine deutsche Unternehmensgruppe und der industrielle Teilkonzern der Hörmann Holding GmbH & Co. KG.
Das Unternehmen hat vier Geschäftsbereiche: Automotive (Automobilzulieferer), Engineering, Communication und Services. Der mit Abstand umsatzstärkste Geschäftsbereich ist Automotive.

## Geschichte
Das Unternehmen wurde 1955 von Hans Hörmann als Ingenieurbüro für Blitzschutzanlagen gegründet. Im Jahr 1965 erweitert das Unternehmen sein Portfolio um Sirenentechnik. Als einer der Lieferanten für das Bundesamt für Zivilschutz in Bonn wurde das Unternehmen Hans Hörmann nach eigenen Angaben zum Marktführer für Warnsysteme. Elektroinstallationen beim Bau des neuen Volkswagenwerks Salzgitter sind Ausgangspunkt für den Einstieg in den Bereich Industrietechnik. Durch Kontakte in die DDR gelingt 1989 die Gründung der Hörmann Barkas GmbH in Chemnitz, die in kurzer Zeit von 40 auf 200 Mitarbeiter wächst.
Im Jahr 2017 erfolgte eine Umbenennung von Hörmann Finance in Hörmann Industries.

## Konzernstruktur

### Geschäftsbereich Automotive
Automotive erwirtschaftete im Geschäftsjahr 2017 einen Umsatz von 375 Mio. €. Betriebsstätten sind Kirchseeon, Gustavsburg (vormals MAN Werk Gustavsburg), Penzberg, St. Wendel, Saarbrücken, Wackersdorf, Ebersbach an der Fils und Bielefeld. 2016 kam der Standort im slowakischen Bánovce nad Bebravou hinzu, das Werk in Penzberg soll geschlossen werden.
In den verschiedenen Werken werden im Wesentlichen unterschiedliche Press- und Stanzteile für die Fahrzeugbauindustrie (PKW, LKW, landwirtschaftliche Maschinen) gefertigt. So ist beispielsweise das Werk in St. Wendel ein Lieferant für Karosserieteile für Landmaschinen von John Deere, Claas und New Holland.

### Geschäftsbereich Engineering
Engineering umfasst als drittgrößter Geschäftsbereich neun Tochtergesellschaften, die in den Bereichen Industriedesign, Fahrzeugentwicklung, Anlagen-, Gebäude- und Fabrikplanung und Logistikkonzeption tätig sind. Er hatte 2017 einen Umsatzanteil von 6 %.

### Geschäftsbereich Communication
Dieser Geschäftsbereich produziert und vertreibt Lösungen in der Informations-, Kommunikations- und Sicherheitstechnik unter anderem für den Schienenverkehr. Größte Tochtergesellschaft ist die Funkwerk AG mit Sitz in Kölleda. Mit einem Umsatz von 92 Mio. EUR hat der Geschäftsbereich einen Anteil von 18 % am Gesamtumsatz.

### Geschäftsbereich Services
Dieser Geschäftsbereich wurde erst 2017 gegründet. Er soll die gruppenweiten Dienstleistungs- und Serviceaktivitäten zusammenfassen und dabei auch Aspekte wie Industrie 4.0, Automatisierung und Elektromobilität berücksichtigen. Er wurde im vierten Quartal 2017 durch die Übernahme der MAT-Gruppe aus Salzgitter erweitert und hatte 2017 einen Umsatzanteil von 4 %.